# Чижев-Седлиська
Чижев-Седлиська (пол. Czyżew-Siedliska) — село в Польщі, у гміні Чижев Високомазовецького повіту Підляського воєводства.
Населення — 107 осіб (2011).
У 1975-1998 роках село належало до Ломжинського воєводства.

## Демографія
Демографічна структура станом на 31 березня 2011 року:
|          | Загалом | Допрацездатний вік | Працездатний вік | Постпрацездатний вік |
| -------- | ------- | ------------------ | ---------------- | -------------------- |
| Чоловіки | 58      | 18                 | 35               | 5                    |
| Жінки    | 49      | 13                 | 23               | 13                   |
| Разом    | 107     | 31                 | 58               | 18                   |